# Ivan Bjakov
Ivan Ivanovyč Bjakov (in ucraino Іван Іванович Бяков?, in russo Иван Иванович Бяков?; 21 settembre 1944 – Kiev, 4 novembre 2009) è stato un biatleta sovietico.

## Palmarès

### Olimpiadi invernali
- Oro a Sapporo 1972 nella staffetta 4x7,5 km.
- Oro a Innsbruck 1976 nella staffetta 4x7,5 km.